# Kanton Durban-Corbières
Der Kanton Durban-Corbières war bis 2015 ein französischer Wahlkreis im Département Aude und in der Region Languedoc-Roussillon. Er umfasste 14 Gemeinden im Arrondissement Narbonne; sein Hauptort (frz.: chef-lieu) war Durban-Corbières. Die landesweiten Änderungen in der Zusammensetzung der Kantone brachten im März 2015 seine Auflösung.
Der Kanton war 297,39 km2 groß und hatte 3982 Einwohner (Stand 2012).

## Gemeinden
| Gemeinde                       | Einwohner (Stand: 2022) | Code postal | Code Insee |
| ------------------------------ | ----------------------- | ----------- | ---------- |
| Albas                          | 78                      | 11360       | 11006      |
| Cascastel-des-Corbières        | 216                     | 11360       | 11071      |
| Coustouge                      | 116                     | 11220       | 11110      |
| Durban-Corbières               | 644                     | 11360       | 11124      |
| Embres-et-Castelmaure          | 158                     | 11360       | 11125      |
| Fontjoncouse                   | 139                     | 11360       | 11152      |
| Fraissé-des-Corbières          | 221                     | 11360       | 11157      |
| Jonquières                     | 46                      | 11220       | 11176      |
| Quintillan                     | 57                      | 11360       | 11305      |
| Saint-Jean-de-Barrou           | 269                     | 11360       | 11345      |
| Saint-Laurent-de-la-Cabrerisse | 757                     | 11220       | 11351      |
| Thézan-des-Corbières           | 568                     | 11200       | 11390      |
| Villeneuve-les-Corbières       | 252                     | 11360       | 11431      |
| Villesèque-des-Corbières       | 379                     | 11360       | 11436      |

## Bevölkerungsentwicklung
| 1962 | 1968 | 1975 | 1982 | 1990 | 1999 | 2006 | 2012 |
| ---- | ---- | ---- | ---- | ---- | ---- | ---- | ---- |
| 4020 | 4462 | 3842 | 3571 | 3485 | 3422 | 3807 | 3982 |